# 贝聚-巴容
贝聚-巴容（法語：Bézues-Bajon，法語發音：[bezy baʒɔ̃]）是法国热尔省的一个市镇，属于米朗德区。

## 地理
贝聚-巴容（43°23'5"N, 0°35'57"E）面积12.86 平方千米，位于法国奧克西塔尼大區热尔省，该省份为法国西南部内陆省份，北起顺时针与洛特-加龙省、塔恩-加龙省、上加龙省、上比利牛斯省、大西洋比利牛斯省和朗德省接壤。
与贝聚-巴容接壤的市镇（或旧市镇、城区）包括：阿鲁埃德、贝勒加德、马瑟布、帕纳萨克、塞尔。

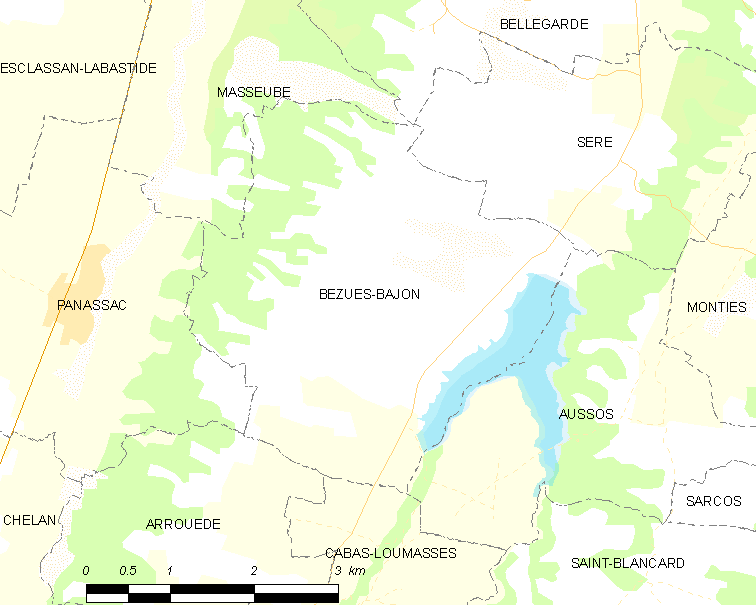
贝聚-巴容的OSM定位图

贝聚-巴容的时区为UTC+01:00、UTC+02:00（夏令时）。

## 行政
贝聚-巴容的邮政编码为32140，INSEE市镇编码为32053。

## 政治
贝聚-巴容所属的省级选区为阿斯塔拉克-日莫讷县。

## 人口

1962-2008年间贝聚-巴容人口变化图示

贝聚-巴容于2022年1月1日时的人口数量为185人。